# Послови и дани
Послови и дани (старогрчки: Ἔργα καὶ ἡμέραι) је први еп првог историјски потврђеног европског књижевног аутора Хесиода. Овај еп имао је судбински утицај на практичну мисао древних Хелена, сличан оном који је имао Законик дванаест плоча на мисао древних Римљана. 
Основна садржина дела су питања правде и правичности, стида и части, реда, рада и мере, као и лична срећа и благостање, што треба да буду темељна начела на којима се заснива сваки здрав друштвени поредак.

## Хесиод
Хесиод је, после очеве смрти, водио судску парницу око наследства са својим братом Персом, али је његов брат поткупио судије и добио већи део. Пошто је потрошио сав иметак, Перс је поново тражио део наследства. Овај спор са братом можда није постојао у стварности, већ је постављен само као мотив за изношење сопствених погледа на људски живот, правду и правичност, ред и рад.
Послови и дани је поема о раду и Хесиод је написао као опомену брату пијаници Персу, са саветима како да почне да живи на частан начин. Мото овог Хесиодовог дела, у виду савета брату, се може свести у само две реченице:
"Беде се човек може ослободити моралном енергијом и радом" и "Ради и буди праведан".
Од аутобиографских података о Хесиоду може се сазнати и то да је у Халкиди на Еубеји, на такмичењу песника, поводом Амфидамантове сахране освојио троног који је посветио хеликонским Музама. Не зна се шта се тачно даље дешавало са Хесиодом, ни где је живео, али, највероватније се бавио пољопривредом и своје искуство уткао у поему.
Византинац Цецес је забележио легенду о Хесиодовој смрти, према којој је Хесиод, после песничке победе над Хомером дошао у Делфе да остави заветни поклон Аполону, заштитнику муза, односно поезије и музике. Међутим, пророчиште га је опоменуло да га у шуми Зевса Немејског чека смрт. Хесиод се упутио у Ојноју у Локриди, али није знао да и ту постоји место посвећено Зевсу Немејском. Амфифан и Ганиктор, Фегејеви синови су га оптужили да им је завео сестру, па су га убили и бацили у море. После три дана делфини су изнели Хесиодово тело на обалу код Локриде, у време празника. Локриђани су га покопали у Немејској шуми у Ојноји, али су га касније Орхомењани пренели у свој град и подигли му споменик са натписом на градском тргу, по савету пророчишта. Зато се сматра да је Хесиод највероватније умро у Локриди.
Није поуздано утврђено време када је живео Хесиод. Сматра се да је могао бити Хомеров савременик (Послови, ст. 650-659), и по Херодоту који каже да су Хомер и Хесиод живели 400 година пре њега. Али податак да је преко 80% Хесиодовог речника у Пословима и данима и Теогонији из Илијаде и Одисеје, упућује на то да је био млађи од Хомера. Такође, јамбографи из 7. века пре н. е. се угледају на Хесиода и Послове, па то упућује на чињеницу да је живео крајем 8. века пре н. е. 
Хесиоду су приписивани бројни генеалошки и дидактички спевови, али су најверодостојнији Теогонија и Послови и дани, док су Хераклитов штит и Каталог жена већ у античко доба одрицали Хесиодово ауторство.

## Увод у Послове и дане
У свом спеву Послови и дани, Хесиод наводи да је његов отац напустио Киму у Малој Азији и преселио се у мало негостољубиво беотско село Аскра у подножју горе Хеликон.
У свом епу Послови и дани он помиње овај догађај и то приликом победе на такмичењу песника. У овом епу, Хесиод започиње и неку врсту књижевне полемике, јер на алегоријски начин напада писце тог времена који пишу неистину.
„Говор муза је често неистина под привидом истине, мада понекад има и истине и то оне праве.“